# مقام الصخراوي (صخرة)
مقام الصخراوي هو مقام أثري يقع في بلدة صخرة في محافظة عجلون شمال الأردن. يُرجَّح أنه يعود إلى الحقبة العثمانيّة، وهو منسوب إلى أحد شيوخ المنطقة، وهو علي الصخراوي. كما يضم البناء آثارًا أسفله تعود إلى الحقبة الهلنستيّة المُتأخرة أو الرومانيّة المُبكرة.

## التصميم
تبلغ أبعاد المقام من الخارج 8.80 مترًا بالطول و 7 مترًا بالعرض. يتّخذ مُخطط البناء شكلاً مستطيلًا مع مدخل من الشرق، وهو مُقام على عقدين برميليّين مُدبّبين يقعان أسفله، حيث تحوي هذه الغرفة السفليّة على قبرين باتجاه شرق-غرب، وهي مبنيّة من الحجر الكلسي الأبيض دون استخدام المونة، ولها مدخلان من الشرق، إلاّ أن سقف الغرفة تعرّض للتدمير من جهة واحدة، ويُعتقد أن البناء يوناني أو روماني. أما بالنسبة للمقام الإسلامي فوقه، فهو عبارة عن غرفة مسقوفة بعقد مُصلَّب تعود إلى الحقبة العثمانيّة. لقد تم استخدام الغرفة السفليّة على مر السنوات الماضية حسب سكان البلدة لدفن الأطفال أثناء تعرّض المنطقة للأمطار في الشتاء.

## وصلات خارجية
- صورة جوية للمقام في الصخرة، ويكيمابيا
- الوقف الإسلامي في محافظة عجلون، وزارة الثقافة الأردنية